# ケタガネソウ
ケタガネソウ carex cilliatomarginata は、カヤツリグサ科スゲ属の植物の1つ。この類では例外的に幅広い葉を持ち、タガネソウによく似ているが別種である。

## 特徴
小型で夏緑生の多年生草本。長い匍匐茎を引くが、分岐しつつ斜めに伸びる形も取る。葉は広披針形、花茎の長さが5～15cmだが、葉はそれよりやや長くなる。葉幅は1.7～2cm、平坦で表裏の両面に柔らかい毛が密生しており、また縁に沿ってはより長い毛が並んでいる。葉脈は主脈と1対の側脈が目立つ。また葉は花茎が出る前に枯れる。基部の鞘は淡紫色を呈する。
花期は4～5月とスゲ属ではやや早めである。花茎はまばらに軟毛があり、節ごとに1個の小穂がつく。頂小穂は雄性で、側小穂は雄雌性、つまり基部側に雌花が並び、その先端に雄花部がある。小穂の基部の鞘は長い鞘状部があって葉身部は短い針状で、鞘部の先端がやや膨らんで仏炎苞のような形となっている。花茎には茎葉もあるが、これも苞と同じような形になっている。雄性の頂小穂は長さ0.5～1cm、太くなっており、長さ0.5～1cmの柄がある。雄花鱗片は半透明で先端は鋭く尖るか鈍く尖り、縁には柔らかい毛が並んでいる。雄雌性の側小穂は長さ0.5～1cm、雄花部は短く、その基部に2～3個の雌花がついている。雌花鱗片は果胞とほぼ同じ長さがあり、半透明で先端が尖り、縁には柔らかい毛がある。果胞は倒卵形で長さ3.5～4.5mm、幅は1.5～1.8mm、基部には短い柄があり、先端は短い嘴となっており、その先の口は切り落とされた形となっている。稜の間には5～8の脈があり、また表面は一面に毛がある。痩果は果胞にきっちりと包まれており、長卵形で長さ2～2.5mm、幅1.4～1.7mm。柱頭は3つに裂け、開花時には赤紫色になる。
和名についてはどこにも説明はないがタガネソウに似て毛が多いことに依るのは当然と思われる。全体にタガネソウに似るが少し小さめである。

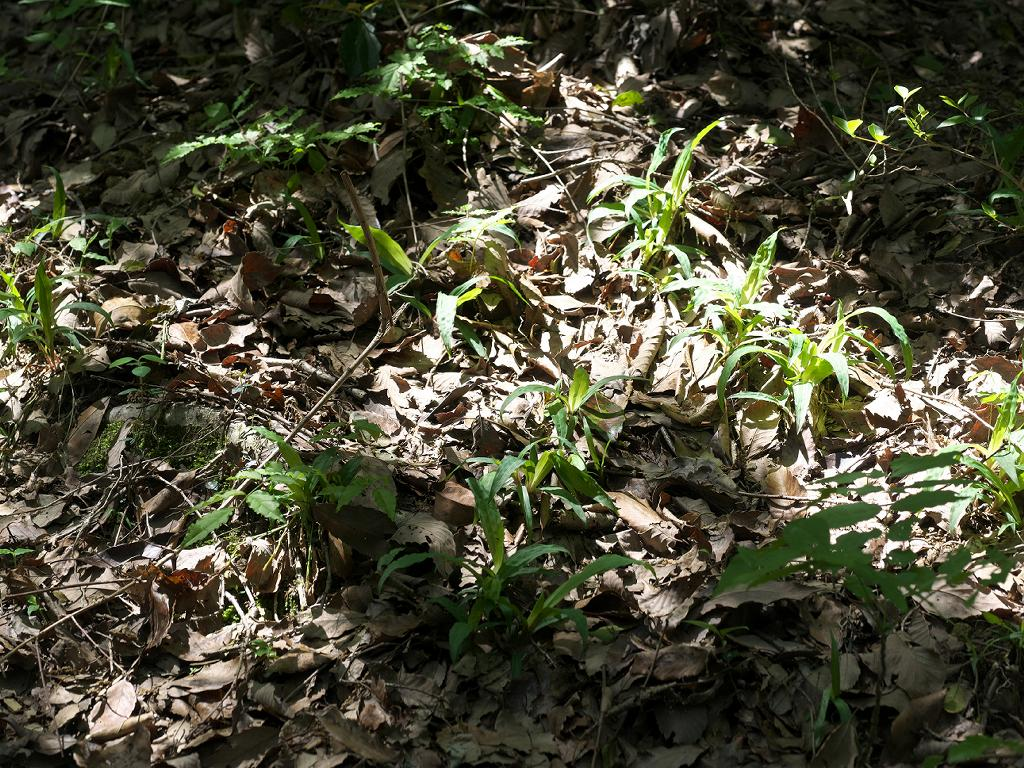
群生の様子
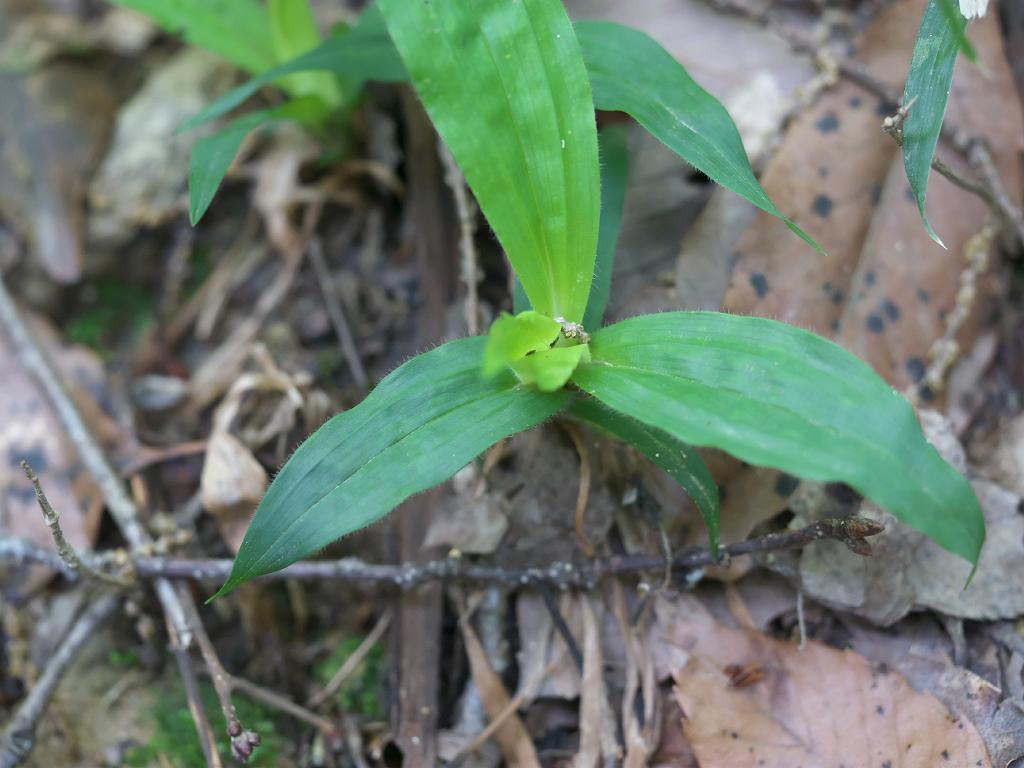
上側より拡大 葉の縁に毛が並んでいる。
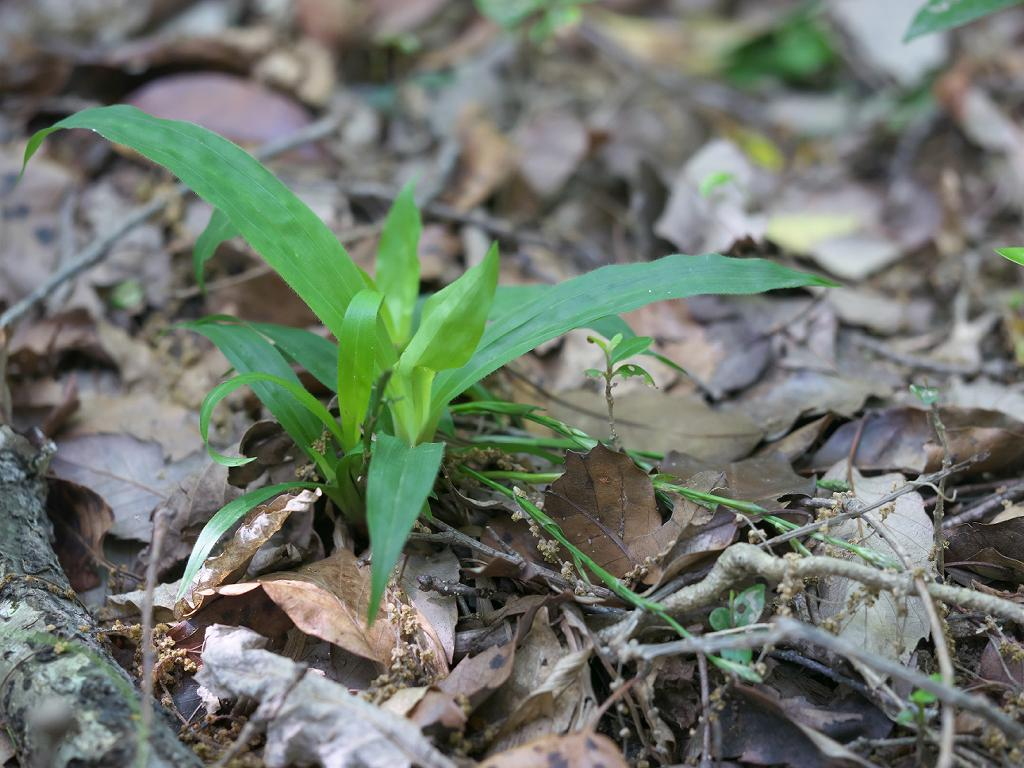
穂を出している株、横から
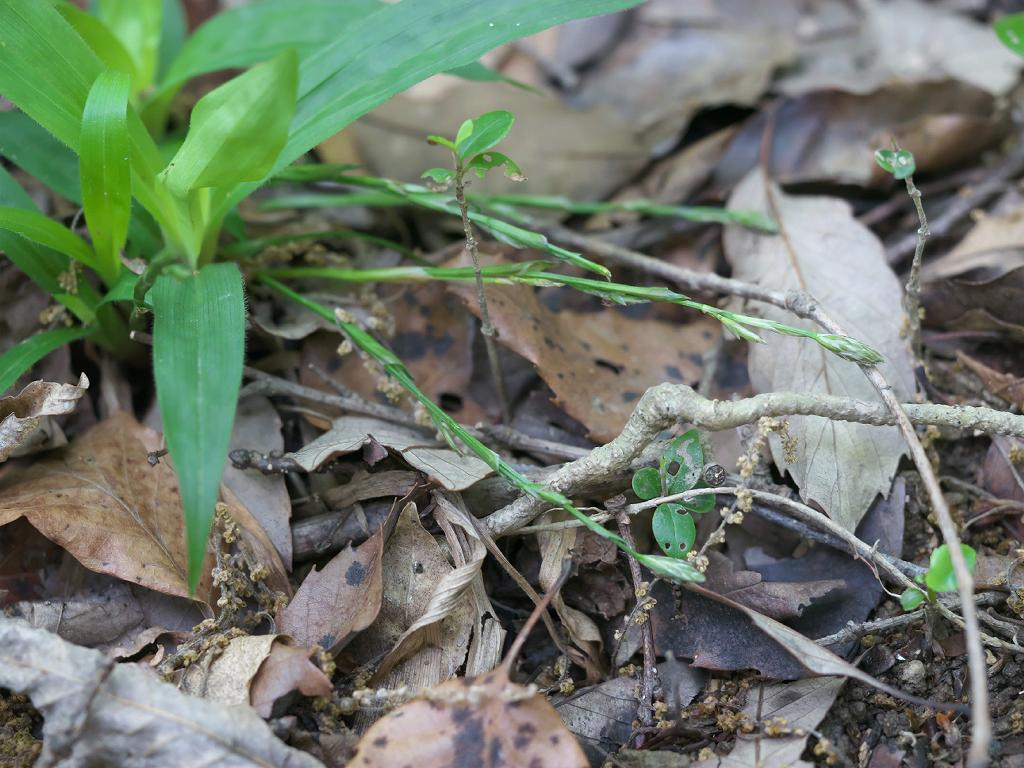
穂の様子
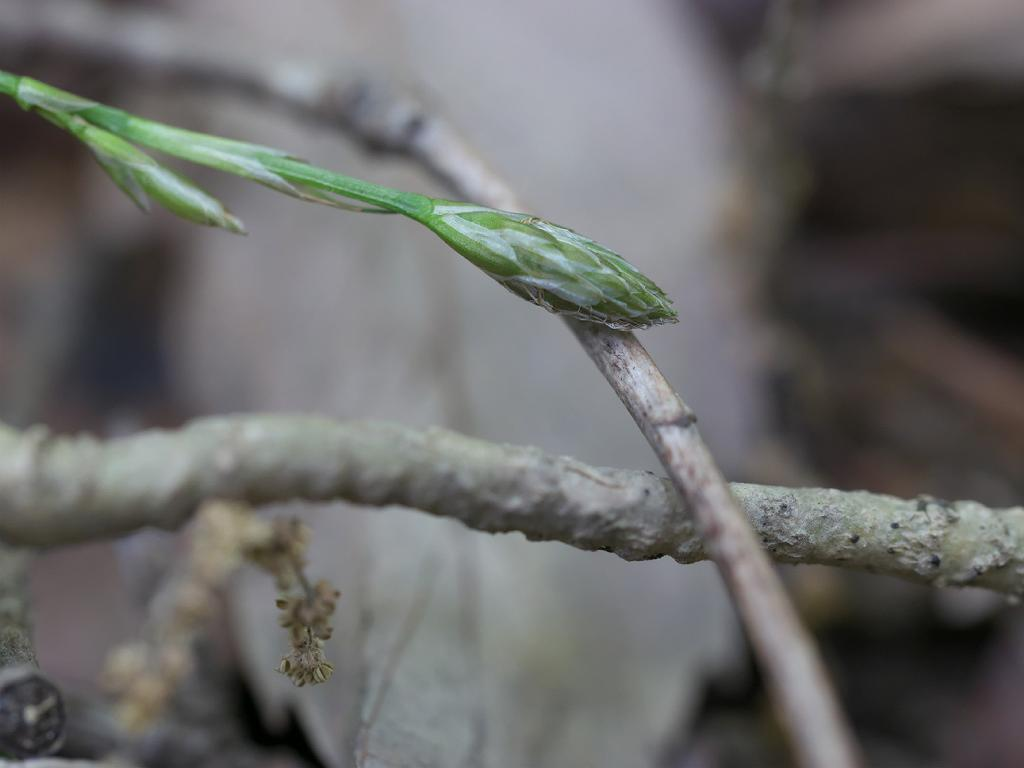
頂小穂と先端部分
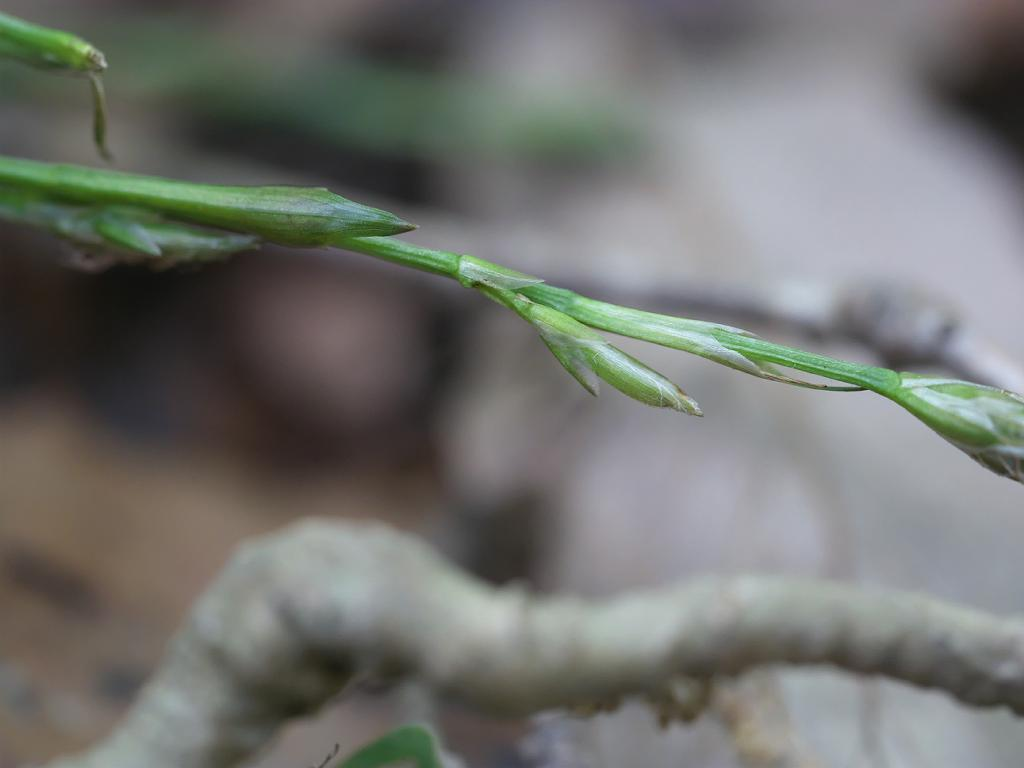
側小穂(未熟気味)

## 分布と生育環境
日本では本州の中部以西から九州に分布し、国外では朝鮮半島と中国の東北部から知られる。
乾燥した森林内や岩の多い場所に生える。京都では花崗岩地帯などの痩せ地に生える傾向があるという。大分県では常緑広葉樹林下の乾燥した場所に生える、とする。

## 分類、類似種など
本種は小穂がほぼ雄雌性、苞には鞘があり、果胞にほぼ嘴がないこと、柱頭は3つに裂ける、などの特徴を共有することで勝山(2015)はタガネソウ節 Sect. Siderostictae としている。日本には本種を含めて4種があり、このうちイワヤスゲ C. tumidula は葉が線形であることで、ササノハスゲ C. pachygyna は小穂が球形をしていることではっきり区別できる。
特によく似ているのがタガネソウ C. siderosticta で、全体にやや本種の方が小さめであるとは言え、その葉の形、穂の形など非常によく似ている。ただしこの種は普通は全体に無毛で、時に葉にまばらに毛が出るのに対して、本種では葉も花茎も軟毛が多く、特に葉の縁には長い毛が並んでいるのでごく簡単に区別できる。
ただしこの2種の違いはこの点だけではなく、以下のような点もはっきり異なる（以下、タガネソウを無印、ケタガネソウをケと略記する）。
- 頂小穂が雄性であること。

無印では頂小穂、側小穂全てが雄雌性で、頂小穂と側小穂の違いはない。希に頂小穂が雄性の例はあるが、側小穂から雌花がなくなった形である。対してケでは側小穂は無印にやや似た形であるが、頂小穂は必ず雄性であり、しかも側小穂から雌花を無くした形ではなく、明らかに側小穂の雄花部より太い形となっている。
- 側小穂が短く、その雌花部が小さいこと。

ケでは小穂の長さは0.5～1cm、短い雄花部の下の雌花の部分には雌花が2～3個しか着かない。無印では小穂の長さが1～2cmあり、雌花部には数個の雌花がついている。
- 果胞に毛があること。

無印では果胞はほぼ無毛であるが、ケでは細かな毛が一面に生えている。それ以外にも無印では嘴はたいへん短い(0.2～0.4mm)のに対してケでは短い(0.3～0.6mm)など、形態的にも多少の違いがある。
いずれにしてもこの2種は単に毛があるかないかの違いではなく、重要な形質が異なる別種であり、たとえばチジミザサとケチジミザサのように毛の有無が違いだけの同一種、という関係より遙かに違いが大きいものと言える。その割りに見かけがよく似ていて遠目では見分けがほぼ不可能なのが困りものではある。
なお、分子系統の情報ではこの2種は同一クレードをなしており、ごく近縁であるとの判断ではあるが、そのクレードにはササノハスゲも含まれ、かつ無印との距離はほぼ同じとなっている。つまりケと無印の関係はササノハスゲと無印との関係よりずっと近い、というような判断は出ていない。ちなみに国内の同節のもう一つの種であるイワヤスゲはこの節のクレードに含まれてはいるが、これら3種とはかなり離れた位置にある、との判断である。

## 保護の状況
日本の環境省のレッドデータブックでは指定が無いが、府県別では岐阜県、山口県、宮崎県で絶滅危惧I類、京都府と佐賀県で絶滅危惧II類、大分県、鹿児島県で準絶滅危惧、滋賀県でその他の指定があり、これらはどうやら分布域の東西の端に当たるようで、また新潟県では地域個体群としての指定がある。新潟県では燕市の国上山のブナ林に隣接したアカマツを含む森林に本種が県内唯一生育しており、ブナ林が天然記念物に指定されている理由の一つに挙げられている。
なお、タガネソウは野趣を認められて山野草として栽培されることがあり、斑入り品なども流通しており、その名でネット検索をかけると栽培法や販売などの記事が複数出てくるが、本種の場合、斑入り品もあるにはあるが、遙かに数が少ない。もっともこれについてはこの2種を区別できていない可能性はあるかも知れない。